# Richie Ryan (voetballer)

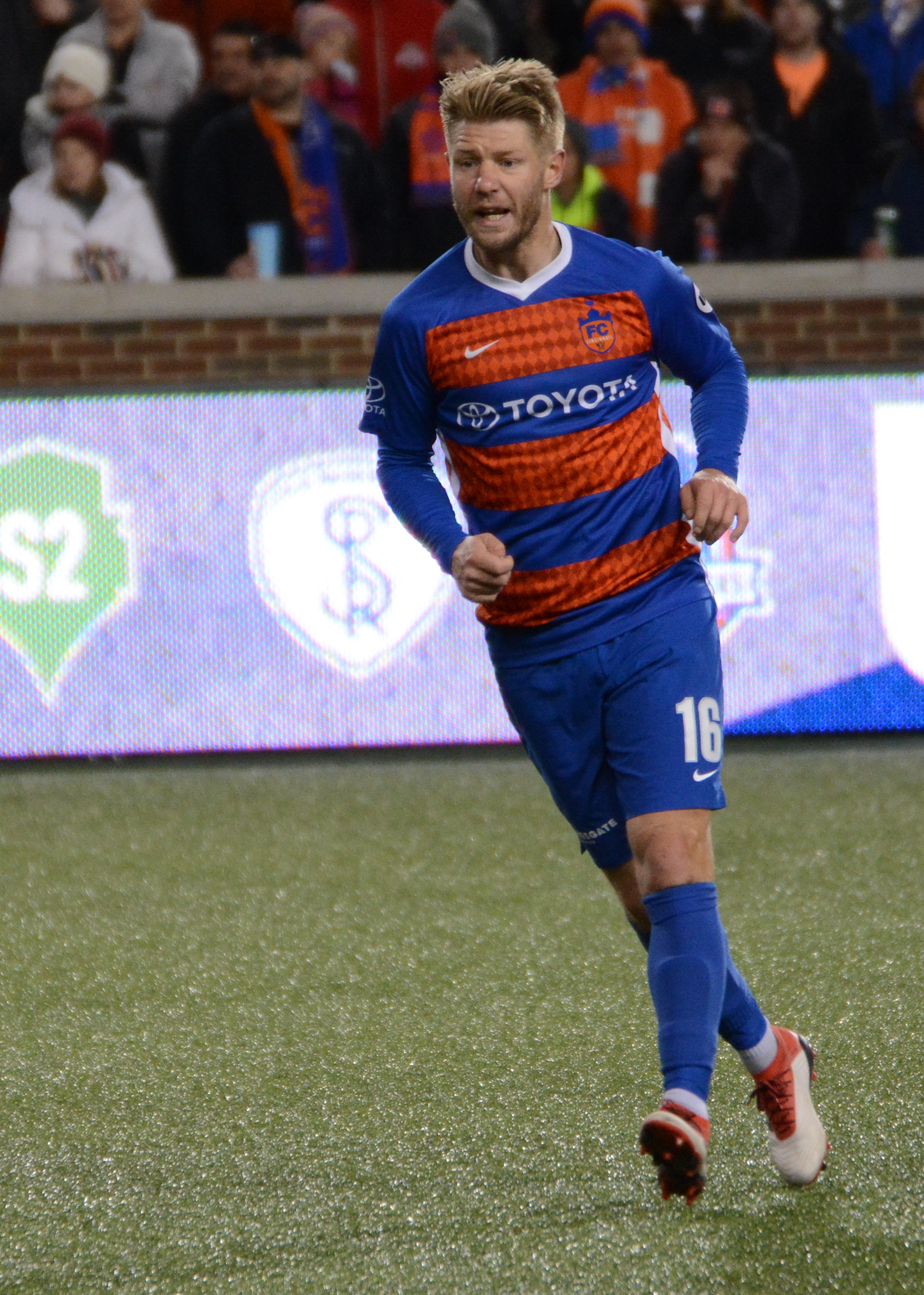
Richie Ryan in 2018

Richie Ryan (Kilkenny, 6 januari 1985) is een Ierse voetballer (middenvelder) die sinds 2008 voor de Ierse eersteklasser Sligo Rovers uitkomt. Voordien speelde hij onder andere voor Sunderland, Boston United FC en Antwerp FC.

## Carrière
- 2001-2005: Sunderland
- 2005: Scunthorpe United (op huurbasis)
- 2005-2006: Scunthorpe United
- 2006-2007: Boston United FC
- 2007-2008: Antwerp FC
- 2008-  nu : Sligo Rovers